# 松永涼子
松永 涼子（まつなが りょうこ、1992年1月22日 - ）は、日本の女優、モデル。つくばアーティスト学院出身、ショコット所属。
芸能人女子フットサルチーム「TEAM dream」に在籍していたが、現在はチームは解散している。
サッカーでは、U-12茨城代表経験を持ち、レスリングでは、東東京チャンピオンの経験を持つ。

## 出演

### ドラマ
- 茨城県庁PRビデオ「いばらき県政探検隊」かすみ役

### 舞台
- つくばアーティスト学院十周年記念特別公演「桜散る夏」（2004年） - 山下良子役
- つくばアーティスト学院舞台公演「みんなの歌」（2005年） - 信野ハイジ役

## モデル
- チロルチョコ（2007年）パッケージ